# Chip Lake
Chip Lake är en sjö i Kanada.   Den ligger i provinsen Alberta, i den centrala delen av landet, 3 000 km väster om huvudstaden Ottawa. Chip Lake ligger 785 meter över havet. Arean är 73 kvadratkilometer. Den sträcker sig 11,8 kilometer i nord-sydlig riktning, och 15,1 kilometer i öst-västlig riktning.
Trakten runt Chip Lake är nära nog obefolkad, med mindre än två invånare per kvadratkilometer.